# Georg Janovsky
Georg Gustav Franz Janovsky (* 24. November 1944 in Reichenberg, Reichsgau Sudetenland) ist ein deutscher Politiker (CDU). Er gehörte von 1990 bis 2002 dem Deutschen Bundestag mit dem Direktmandat des Wahlkreises Görlitz – Zittau – Niesky an. Janovsky war vom 18. März 1990 bis zum 2. Oktober 1990 Abgeordneter der Volkskammer der DDR.

## Leben
Janovsky nahm nach seinem Abitur in Görlitz eine Lehre als Betonfacharbeiter auf. 1965 begann er ein Studium an der Hochschule für Verkehrswesen Dresden, das er 1970 als Diplomingenieur für Straßenbau und Straßenverkehr abschloss. In diesem Jahr trat er der Blockpartei CDU bei. Nach seiner Tätigkeit als Bau- und Produktionsleiter bei einem Baubetrieb in Weißwasser wurde Janovsky ab 1983 hauptamtlicher Funktionär der CDU. Bis 1990 war er stellvertretender Kreissekretär in Görlitz, seitdem ist der Kreisgeschäftsführer.
Zur Bundestagswahl 2002 trat Georg Janovsky nicht mehr an. Sein Nachfolger als Direktabgeordneter des neu abgegrenzten Wahlkreises wurde Michael Kretschmer.
Zwischen 1984 und 1990 gehörte Janovsky der Stadtverordnetenversammlung in Görlitz an.
Janovsky ist Mitglied zahlreicher Verbände. Er übt den Vorsitz beim Förderverein Landesmuseum Schlesien e. V. aus und ist der Präsident des Kuratoriums Schlesische Lausitz e. V. Dem Sudetendeutschen Rat gehört Janovsky ebenfalls an.
Georg Janovsky ist katholisch und verheiratet.
Er ist als Unternehmensberater tätig und Inhaber der Janovsky Consulting in Görlitz.